# Wechselkursmechanismus
Der Wechselkursmechanismus ist ein Zahlungsbilanzausgleichsmechanismus, der Zahlungsbilanzüberschüsse bzw. Zahlungsbilanzdefizite über Wechselkursänderungen abbaut und so zur Wiederherstellung des Zahlungsbilanzausgleichs führt.

## Voraussetzungen
Der Wechselkursmechanismus erfordert:
1. Flexible Wechselkurse
2. die Zahlungsbilanzdefizite dürfen nicht durch die Wirtschaftspolitik anderer Staaten verursacht worden sein (z. B. anhaltende Devisenmarktinterventionen zur künstlichen Abwertung der Währung wie beispielsweise die ironisch als „Bretton-Woods-II-Regime“ bezeichnete Währungspolitik asiatischer Staaten).
3. die Export- und Importnachfrage muss elastisch reagieren (Marshall-Lerner-Bedingung bzw. Robinson-Bedingung)

## Wirkungsweise
Auf dem Devisenmarkt ergibt sich das Devisenangebot aus Warenexporten, Dienstleistungsexporten und Kapitalimporten. Die Devisennachfrage ergibt sich aus Warenimporten, Dienstleistungsimporten und Kapitalexporten.
Wenn ein Zahlungsbilanzdefizit besteht, weil mehr importiert als exportiert wurde, dann erhöht sich die Nachfrage nach Devisen. Dies führt zu einem Preisanstieg für ausländische Devisen relativ zur heimischen Währung und also zu einer Abwertung der heimischen Währung. Dies wiederum führt zu einer Verringerung der Exportpreise und zu einer Erhöhung der Importpreise und bei ausreichender Elastizität der Export- und Importnachfrage zu einer Erhöhung der Exporte und einer Verringerung der Importe. Dies führt tendenziell zu einem Ausgleich der Zahlungsbilanz. Weil ein Anstieg der Exporte zu einer Erhöhung des Devisenangebots und ein Rückgang der Importe zu einer Verringerung der Devisennachfrage führt, ergibt sich auch wieder ein Gleichgewicht auf dem Devisenmarkt.